# Leucopodoptera
Leucopodoptera is een geslacht van rechtvleugeligen uit de familie sabelsprinkhanen (Tettigoniidae). De wetenschappelijke naam van dit geslacht is voor het eerst geldig gepubliceerd in 2003 door Rentz & Webber.

## Soorten
Het geslacht Leucopodoptera  is monotypisch en omvat slechts de volgende soort:
- Leucopodoptera eumundii (Rentz & Webber, 2003)